# Éva Marton
Eva Marton (nascuda Heinrich, 18 de juny de 1943 a Budapest, Hongria) és una soprano hongaresa. De veu àmplia i cabalosa va ser una de les sopranos més importants dramàtiques de l'última meitat del segle xx especialitzant-se en papers de Wagner, Richard Strauss, Verdi i Puccini, sobretot a Turandot.

## Repertori i trajectòria bàsica
Va debutar el 1968 a l'Òpera Estatal d'Hongria com Shemaka a El gall d'or de Rimski-Kórsakov, el 1972 el director Christoph Von Dohnányi la va convidar a cantar la comtessa dels Les noces de Fígaro de Mozart a Frankfurt portant-la a una sèrie d'importants debuts: a Florència com Mathilde de Guillaume Tell, a Viena com Tosca i Tatyana d'Eugene Onegin, a l'Òpera de San Francisco com Aida, en el Metropolitan Opera com Eva a Els mestres cantaires de Nuremberg, a La Scala com Leonora a Il trovatore, a Múnic com Die Ägyptische Helena de Strauss i a Tòquio i Salzburg com Leonora de Fidelio.
En el repertori italià, la soprano hongaresa va succeir a cantants italianes d'antany amb fort temperament com Gina Cigna i Maria Caniglia en papers veristes com Maddalena d'Andrea Chénier, La Gioconda de Ponchielli, La Wally de Catalani i especialment com a Tosca i Turandot de Puccini, convertint-se en el millor exponent del paper en la dècada de 1980 amb posades en escena a Viena (amb Josep Carreras, 1983), Houston, l'Arena de Verona, Buenos Aires (1994), San Francisco i l'espectacular producció de Franco Zeffirelli en el Metropolitan Opera dirigida per James Levine.
Al Teatro Colón de Buenos Aires va debutar com Elsa a Lohengrin el 1978, va retornar com l'Emperadriu de Die Frau ohne Schatten de Strauss al costat de Birgit Nilsson i com a Tosca amb Plácido Domingo. Va retornar el 1994 com Turandot.
Entre els seus papers wagnerians es va destacar a més como Elisabeth i ocasionalment Venus a Tannhäuser (Bayreuth 1977-78), les tres Brunilda de L'anell del nibelung que va cantar a Chicago i San Francisco a més de gravar-lo integralment sota la batuta de Bernard Haitink. Va ser una important straussiana com Salomé, Elektra i especialment com l'emperadriu i posteriorment la tintorera a Die Frau ohne Schatten que va deixar filmat en les seves representacions del Festival de Salzburg dirigides per Georg Solti.
En la seva maduresa es va dedicar preferentment a rols de mezzosoprano com Kundry a Parsifal, Ortrud a Lohengrin i Kostelnicka de Jenůfa de Leoš Janáček.
Altres papers van incloure Odabella, Judith, Violanta, Marta (tiefland), Minnie, Fedora, Semirama i Fata Morgana a Merlin d'Isaac Albéniz i Pascual.
Es va retirar el 2008 com Klytamnestra d'Elektra de Strauss al Liceu de Barcelona, on va ser una de les sopranos favorites de l'audiència barcelonina.

## Discografia de referència
| - Albeniz: Merlin / De Eusebio - Bartok: Bluebeard's Castle / Fischer - Catalani: La Wally / Steinberg - D'albert: Tiefland / Janowski - Giordano: Andrea Chénier / Bartoletti - Giordano: Andrea Chénier / Patané - Giordano: Fedora / Patané - Janácek: Jenůfa (Kostelnicka) / Schneider (DVD) - Korngold: Violanta / Janowski - Liszt: Die Legende Von Der Heiligen Elisabeth / Joó - Mahler, Sinfonía 2, Maazel - Puccini: Tosca / Tilson Thomas - Puccini: Tosca / Erede (DVD) - Puccini: La Fanciulla Del West / Slatkin - Puccini: Turandot / Levine (DVD) - Puccini: Turandot / Maazel (DVD) - Puccini: Turandot / Runnicles (DVD) | - Puccini: Turandot / R.Abbado - Respighi: Semirama / Gardelli - Rossini: Guglielmo Tell / Muti - Schoenberg: Gurre-lieder / Mehta - Strauss: Die Frau Ohne Schatten (Tintorera) / Solti (DVD) - Strauss: Elektra / Wolfgang Sawallisch - Strauss: Elektra / Claudio Abbado (DVD) - Strauss: Salome / Mehta - Strauss, Cuatro últimas canciones, A.Davis - Verdi: Il Trovatore / Levine (DVD) - Wagner: Der Ring Des Nibelungen / Haitink - Wagner: Lohengrin (Ortrud) / Davis - Wagner: Lohengrin (Elsa) / Levine (DVD) - Wagner: Tannhäuser / Levine (DVD) - Wagner Arias / Jóo - Gala Centenaria del Metropolitan Opera (In questa reggia de Turandot)/Levine (DVD) |